# Кайданов, Григорий Геннадьевич
Григорий Геннадьевич Кайданов (1 (14) октября 1903, г. Краслава, Двинский уезд, Витебская губерния, Российская империя — 1 апреля 1990, Киев, Украина) — военный инженер-механик, участник Советско-финской и Великой Отечественной войн, инженер-контр-адмирал (31.03.1944).

## Биография
Григорий Геннадьевич Кайданов родился 1 октября 1903 года в г. Краслава Двинского уезда Витебской губернии (ныне Латвия).
В октябре 1923 года, после окончания двух курсов рабфака Института народного хозяйства в Москве поступил на механическое отделение Военно-морского инженерного училища им. т. Дзержинского, которое окончил в сентябре 1928 года. В 1927 году стал членом компартии.
С сентября 1928 по апрель 1930 года служил старшим электротехником на бронепалубном крейсере «Коминтерн» Черноморского флота.
В апреле 1930 года был переведён на крейсер «Красный Кавказ» командиром котельной группы, в январе 1933 года был назначен командиром дивизиона движения, а в апреле 1935 года — командиром электромеханического сектора крейсера.
С апреля 1937 по июль 1938 года — флагманский механик штаба бригады крейсеров Черноморского флота. В июле 1938 года назначен флагманским инженер-механиком штаба Черноморского флота.
С июля 1938 по май 1939 года — исполняющий должность начальника Технического управления, а затем до сентября 1939 года — начальник Технического отдела Северного флота.
Участник Советско-финской войны (1939—1940).
В течение Великой Отечественной войны оставался в прежней должности — начальник Технического отдела Северного флота.

«Много лет непосредственно плавал на кораблях флота, поэтому хорошо изучил электромеханическую часть кораблей различных классов… За время Отечественной войны, несмотря на ряд серьезных затруднений, сумел мобилизовать личный состав и организовать производство на своевременный и качественный ремонт боевых кораблей, значительно сократив сроки судоремонта. Благодаря инициативе и правильному техническому руководству, заводы, подчиненные техническому отделу, успешно освоили производство ряда видов оружия и вооружения (минометы, мины, гранаты, запчасти вооружения ВВС)…»— Из аттестации
31 марта 1944 года был произведён в инженер-контр-адмиралы.
С ноября 1945 по февраль 1948 года — Начальник Технического отдела Черноморского флота.
С февраля 1948 по апрель 1950 года был Уполномоченным Главного управления кораблестроения ВМС на заводе № 201 в городе Поти.
В 1950—1952 годах проходил службу в Контрольно-приемном аппарате Управления эксплуатации, ремонта и технического снабжения и Управления судоремонта ВМС.
С сентября 1952 по июль 1953 года — начальник вооружения и судоремонта Дунайской флотилии.
В июле 1953 года был уволен из рядов Вооруженных Сил в запас.
18 ноября 1971 года переаттестован в контр-адмирал-инженеры.
Кайданов Григорий Геннадьевич умер 1 апреля 1990 года в г. Киеве.

## Награды
- Орден Ленина (1949);
- Орден Красного Знамени (1944)[3];
- Орден Красной Звезды (1944)[4];
- Орден Красной Звезды (1945)[5];
- Орден Отечественной войны I степени (1942);
- Орден Отечественной войны I степени (1985)[6];
- Медали.